# Cormeray (Loir-et-Cher)
Pour les articles homonymes, voir Cormeray.
Cet article possède un paronyme, voir Cormery.
Cormeray est une commune française située dans le département de Loir-et-Cher, en région Centre-Val de Loire. Elle a été créée en 1859 par démembrement de la partie Est de la commune de Chitenay.
Localisée au centre du département, la commune fait partie de la petite région agricole « la Sologne viticole », vaste étendue de bois, d'étangs et de prés.
L'occupation des sols est marquée par l'importance des espaces agricoles et naturels qui occupent la quasi-totalité du territoire communal. Aucun espace naturel présentant un intérêt patrimonial n'est toutefois recensé sur la commune dans l'inventaire national du patrimoine naturel. En 2010, l'orientation technico-économique de l'agriculture sur la commune est la culture des céréales et des oléoprotéagineux. À l'instar du département qui a vu disparaître le quart de ses exploitations en dix ans, le nombre d'exploitations agricoles a fortement diminué, passant de 7 en 1988, à 20 en 2000, puis à 10 en 2010.

## Géographie

### Localisation et communes limitrophes
La commune de Cormeray se trouve au centre du département de Loir-et-Cher, dans la petite région agricole de la Sologne viticole,. À vol d'oiseau, elle se situe à 12,6 km  de Blois, préfecture du département et à 10,5 km de Vineuil, chef-lieu du canton de Vineuil dont dépend la commune depuis 2015. La commune fait en outre partie du bassin de vie de Le Controis-en-Sologne.
Les communes les plus proches sont : Chitenay (2,8 km) , Cheverny (4,1 km) , Cour-Cheverny (4,2 km) , Cellettes (4,6 km) , Seur (5,7 km) , Fresnes (6,1 km) , Fougères-sur-Bièvre (6,7 km) , Feings (7,1 km)  et Ouchamps (7,7 km).

### Paysages et relief
Dans le cadre de la Convention européenne du paysage, adoptée le 20 octobre 2000 et entrée en vigueur en France le 1er juillet 2006, un atlas des paysages de Loir-et-Cher a été élaboré en 2010 par le CAUE de Loir-et-Cher, en collaboration avec la DIREN Centre (devenue DREAL en 2011), partenaire financier. Les paysages du département s'organisent ainsi en huit grands ensembles et 25 unités de paysage,. La commune fait partie de l'unité de paysage de « la Sologne viticole », dans la Sologne.
La Sologne viticole, moins boisée que la Grande Sologne, présente un relief doux. La présence affirmée d'une agriculture qui prend le relais des boisements de Grande Sologne dégage des points de vue et des horizons ouverts. Les paysages de bois et de cultures s'enchaînent en s'imbriquant les uns aux autres.
L'altitude du territoire communal varie de 91 mètres à 109 mètres,.

### Hydrographie

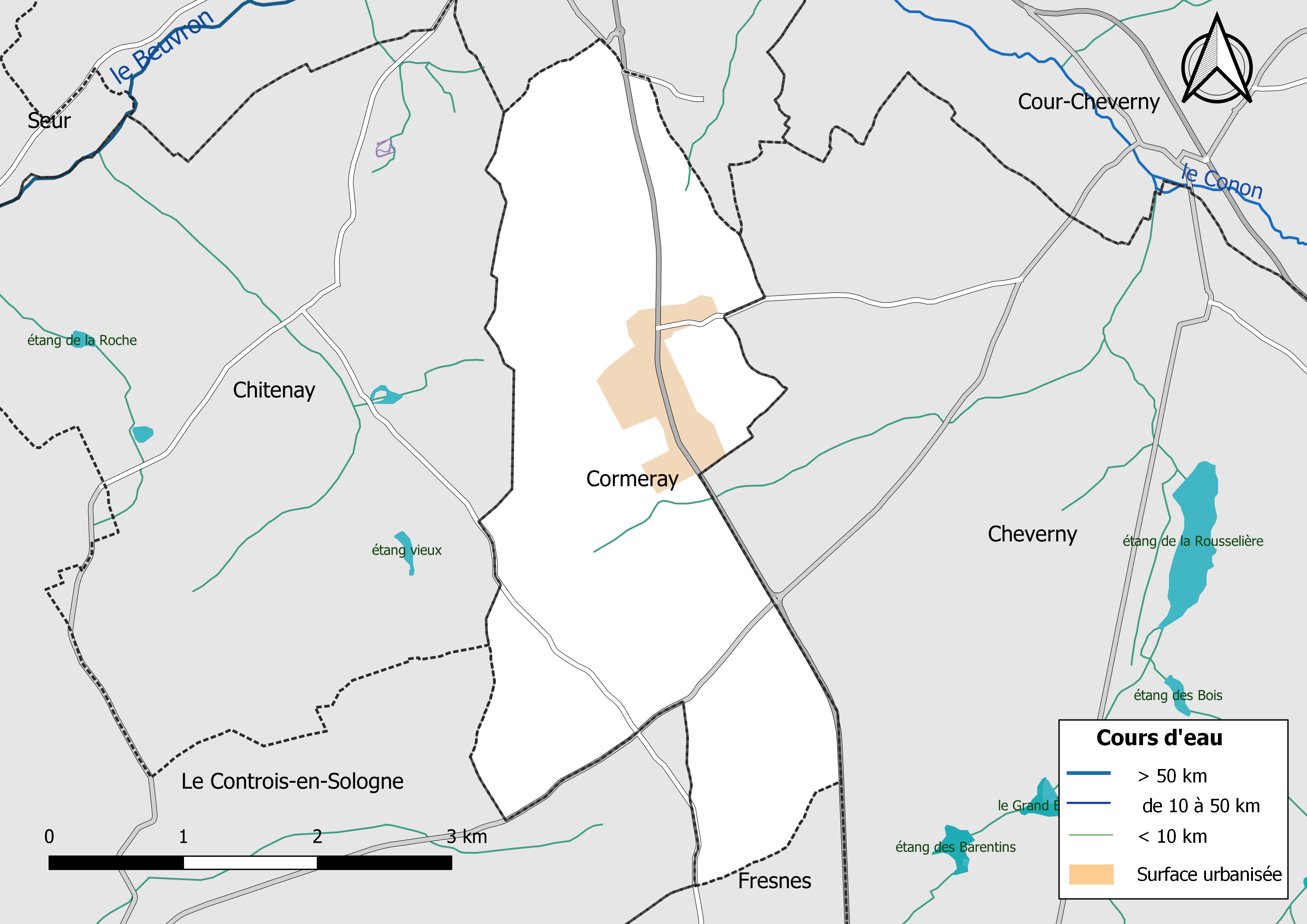
Réseau hydrographique de Cormeray.

La commune est drainée par des petits cours d'eau, constituant un réseau hydrographique de 1,24 km de longueur totale.

### Climat
Pour des articles plus généraux, voir Climat du Centre-Val de Loire et Climat de Loir-et-Cher.
En 2010, le climat de la commune est de type climat océanique dégradé des plaines du Centre et du Nord, selon une étude du CNRS s'appuyant sur une série de données couvrant la période 1971-2000. En 2020, Météo-France publie une typologie des climats de la France métropolitaine dans laquelle la commune est exposée à un climat océanique altéré et est dans la région climatique Moyenne vallée de la Loire, caractérisée par une bonne insolation (1 850 h/an) et un été peu pluvieux.
Pour la période 1971-2000, la température annuelle moyenne est de 11,1 °C, avec une amplitude thermique annuelle de 15,2 °C. Le cumul annuel moyen de précipitations est de 667 mm, avec 10,4 jours de précipitations en janvier et 6,6 jours en juillet. Pour la période 1991-2020, la température moyenne annuelle observée sur la station météorologique de Météo-France la plus proche, sur la commune de Cheverny à 4 km à vol d'oiseau, est de 11,8 °C et le cumul annuel moyen de précipitations est de 675,8 mm,. Pour l'avenir, les paramètres climatiques de la commune estimés pour 2050 selon différents scénarios d'émission de gaz à effet de serre sont consultables sur un site dédié publié par Météo-France en novembre 2022.

### Milieux naturels et biodiversité
Aucun espace naturel présentant un intérêt patrimonial n'est recensé sur la commune dans l'inventaire national du patrimoine naturel,,.

## Urbanisme

### Typologie
Au 1er janvier 2024, Cormeray est catégorisée commune rurale à habitat dispersé, selon la nouvelle grille communale de densité à sept niveaux définie par l'Insee en 2022.
Elle est située hors unité urbaine. Par ailleurs la commune fait partie de l'aire d'attraction de Blois, dont elle est une commune de la couronne,. Cette aire, qui regroupe 78 communes, est catégorisée dans les aires de 50 000 à moins de 200 000 habitants,.

### Occupation des sols
Selon  l'Insee, Cormeray est une commune rurale, car elle n'appartient à aucune unité urbaine,,.
L'occupation des sols est marquée par l'importance des espaces agricoles et naturels (93,6 %). La répartition détaillée ressortant en 2012 de la base de données européenne d'occupation biophysique des sols Corine Land Cover est la suivante : 

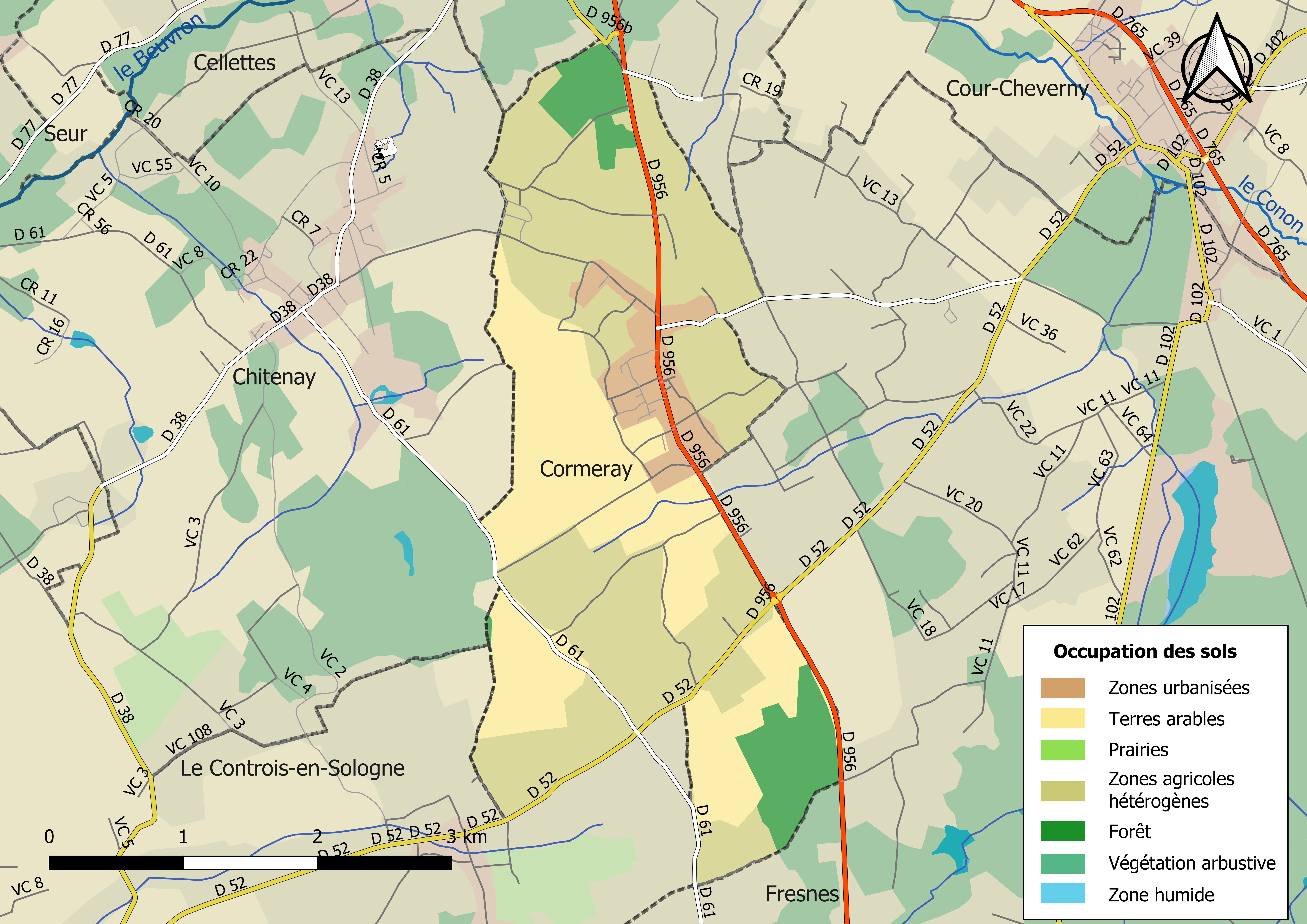
Carte des infrastructures et de l'occupation des sols de la commune en 2018 (CLC).

terres arables (32,2 %), 
zones agricoles hétérogènes (52,6 %), 
prairies (8,9 %), 
zones urbanisées (6,4 %).
Le territoire est caractérisé par un paysage de Sologne alternant milieux ouverts (agricoles) et milieux fermés (forêts). À l'échelle de l'unité géographique « Chailles / Les Montils Cheverny / Cour-Cheverny », qui regroupe douze communes, dont Cormeray, la consommation d'espaces agricoles et naturels pour répondre aux besoins de développement a été soutenue : 78 % des aménagements (logements, équipements, entreprises) ont été réalisés sur de nouveaux terrains, soit 205 hectares entre 2002 et 2015.

### Planification
La loi SRU du 13 décembre 2000 a incité fortement les communes à se regrouper au sein d'un établissement public, pour déterminer les partis d'aménagement de l'espace au sein d'un SCoT, un document essentiel d'orientation stratégique des politiques publiques à une grande échelle. La commune est dans le territoire du  SCOT du Blésois, approuvé en 2006 et révisé en juillet 2016.
En matière de planification, la commune disposait en 2017 d'un plan local d'urbanisme en révision. Par ailleurs, à la suite de la loi ALUR (loi pour l'accès au logement et un urbanisme rénové) de mars 2014, un plan local d'urbanisme intercommunal couvrant le territoire de la Communauté d'agglomération de Blois « Agglopolys » a été prescrit le 3 décembre 2015.

### Habitat et logement
Le tableau ci-dessous présente la typologie des logements à Cormeray en 2016 en comparaison avec celle du Loir-et-Cher et de la France entière. Une caractéristique marquante du parc de logements est ainsi la faible proportion des résidences secondaires et logements occasionnels (3,4 %) par rapport au département (18 %) et à la France entière (9,6 %). Concernant le statut d'occupation de ces logements, 81,7 % des habitants de la commune sont propriétaires de leur logement (83,4 % en 2011), contre 68,1 % pour le Loir-et-Cher et 57,6 pour la France entière.
|                                                         | Cormeray | Loir-et-Cher | France entière |
| ------------------------------------------------------- | -------- | ------------ | -------------- |
| Résidences principales (en %)                           | 90,8     | 74,5         | 82,3           |
| Résidences secondaires et logements occasionnels (en %) | 3,4      | 18           | 9,6            |
| Logements vacants (en %)                                | 5,8      | 7,5          | 8,1            |

### Risques majeurs
Le territoire communal de Cormeray est vulnérable à différents aléas naturels :  climatiques (hiver exceptionnel ou canicule), mouvements de terrains ou sismique (sismicité très faible). 
Il est également exposé à un risque technologique :  le transport de matières dangereuses,.

#### Risques naturels
Les mouvements de terrains susceptibles de se produire sur la commune sont liés au retrait-gonflement des argiles. Le phénomène de retrait-gonflement des argiles est la conséquence d'un changement d'humidité des sols argileux. Les argiles sont capables de fixer l'eau disponible mais aussi de la perdre en se rétractant en cas de sécheresse. Ce phénomène peut provoquer des dégâts très importants sur les constructions (fissures, déformations des ouvertures) pouvant rendre inhabitables certains locaux. La carte de zonage de cet aléa peut être consultée sur le site de l'observatoire national des risques naturels Georisques.

#### Risques technologiques
Le risque de transport de marchandises dangereuses sur la commune est lié à sa traversée par une route à fort trafic et une canalisation de transport de gaz. Un accident se produisant sur de telles infrastructures est en effet susceptible d'avoir des effets graves au bâti ou aux personnes jusqu'à 350 m, selon la nature du matériau transporté. Des dispositions d'urbanisme peuvent être préconisées en conséquence.

## Histoire

### Après 1859
C'est par la loi du 16 avril 1859 que la commune de Cormeray est officiellement créée par démembrement des sections B partie Est, C, D en partie, E et F de la commune de Chitenay, soit au total 991 ha et 586 habitants.

## Politique et administration

### Politique et administration municipale

#### Conseil municipal et maire
| Période                                  | Période  | Identité             | Étiquette | Qualité                                   |
| ---------------------------------------- | -------- | -------------------- | --------- | ----------------------------------------- |
| avant 1981                               | ?        | Claude Ravineau      |           |                                           |
| 1989                                     | 2001     | Gérard Habert        |           |                                           |
| 2001                                     | 2008     | Jean-Claude Negrello |           |                                           |
| 2008                                     | En cours | Joël Pasquet,        | DVG       | Ingénieur ou cadre technique d'entreprise |
| Les données manquantes sont à compléter. |          |                      |           |                                           |

## Équipements et services

### Eau et assainissement
L'organisation de la distribution de l'eau potable, de la collecte et du traitement des eaux usées et pluviales relève des communes. La compétence eau et assainissement des communes est un service public industriel et commercial (SPIC).

#### Alimentation en eau potable
Le service d'eau potable comporte trois grandes étapes : le captage, la potabilisation et la distribution d'une eau potable conforme aux normes de qualité fixées pour protéger la santé humaine. En 2019, la commune est membre du syndicat intercommunal d'adduction d'eau potable de Cellettes Chitenay Cormeray qui assure le service en régie.

#### Assainissement des eaux usées
En 2019, la gestion du service d'assainissement collectif de la commune de Cormeray est assurée par la communauté d'agglomération Agglopolys qui a le statut de régie à autonomie financière.
Deux stations de traitement des eaux usées sont en service au 1er janvier 2019 sur le territoire communal : 
- « CD 95 », un équipement utilisant la technique de l'aération par boues activées, avec prétraitement, dont la capacité est de 370 EH[48] ;
- « Les Etangs », un équipement utilisant la technique de l'aération par boues activéeset déphosphatation physico-chimique, dont la capacité est de 1 900 EH , mis en service le 1er mars 2007[49].

L'assainissement non collectif (ANC) désigne les installations individuelles de traitement des eaux domestiques qui ne sont pas desservies par un réseau public de collecte des eaux usées et qui doivent en conséquence traiter elles-mêmes leurs eaux usées avant de les rejeter dans le milieu naturel. La Communauté d'agglomération de Blois « Agglopolys » assure pour le compte de la commune le service public d'assainissement non collectif (SPANC), qui a pour mission de vérifier la bonne exécution des travaux de réalisation et de réhabilitation, ainsi que le bon fonctionnement et l'entretien des installations.

### Sécurité, justice et secours
La sécurité de la commune est assurée par la brigade de gendarmerie de Cour-Cheverny qui dépend du groupement de gendarmerie départementale de Loir-et-Cher installé à Blois.
En matière de justice, Cormeray relève du conseil de prud'hommes de Blois, de la cour d'appel d'Orléans (juridiction de Blois), de la cour d'assises de Loir-et-Cher, du tribunal administratif de Blois, du tribunal de commerce de Blois et du tribunal judiciaire de Blois.

## Population et société

### Démographie

#### Évolution démographique
L'évolution du nombre d'habitants est connue à travers les recensements de la population effectués dans la commune depuis 1861. Pour les communes de moins de 10 000 habitants, une enquête de recensement portant sur toute la population est réalisée tous les cinq ans, les populations de référence des années intermédiaires étant quant à elles estimées par interpolation ou extrapolation. Pour la commune, le premier recensement exhaustif entrant dans le cadre du nouveau dispositif a été réalisé en 2004.

En 2022, la commune comptait 1 568 habitants, en évolution de +0,19 % par rapport à 2016 (Loir-et-Cher : −1,15 %, France hors Mayotte : +2,11 %).
| 1861 | 1866 | 1872 | 1876 | 1881 | 1886 | 1891 | 1896 | 1901 |
| ---- | ---- | ---- | ---- | ---- | ---- | ---- | ---- | ---- |
| 627  | 639  | 658  | 654  | 675  | 720  | 666  | 706  | 714  |

| 1906 | 1911 | 1921 | 1926 | 1931 | 1936 | 1946 | 1954 | 1962 |
| ---- | ---- | ---- | ---- | ---- | ---- | ---- | ---- | ---- |
| 726  | 682  | 620  | 646  | 660  | 655  | 665  | 666  | 711  |

| 1968 | 1975 | 1982 | 1990 | 1999  | 2004  | 2006  | 2009  | 2014  |
| ---- | ---- | ---- | ---- | ----- | ----- | ----- | ----- | ----- |
| 650  | 524  | 781  | 917  | 1 038 | 1 246 | 1 291 | 1 487 | 1 548 |

| 2019  | 2022  | - | - | - | - | - | - | - |
| ----- | ----- | - | - | - | - | - | - | - |
| 1 550 | 1 568 | - | - | - | - | - | - | - |

#### Pyramide des âges
La population de la commune est relativement jeune.
En 2018, le taux de personnes d'un âge inférieur à 30 ans s'élève à 37,5 %, soit au-dessus de la moyenne départementale (31,3 %). À l'inverse, le taux de personnes d'âge supérieur à 60 ans est de 20,9 % la même année, alors qu'il est de 31,6 % au niveau départemental.
En 2018, la commune comptait 776 hommes pour 779 femmes, soit un taux de 50,1 % de femmes, légèrement inférieur au taux départemental (51,45 %).
Les pyramides des âges de la commune et du département s'établissent comme suit.
| Hommes | Classe d’âge | Femmes |
| ------ | ------------ | ------ |
| 0,3    | 90 ou +      | 0,8    |
| 3,1    | 75-89 ans    | 3,5    |
| 16,4   | 60-74 ans    | 17,8   |
| 21,4   | 45-59 ans    | 20,4   |
| 19,6   | 30-44 ans    | 21,8   |
| 13,8   | 15-29 ans    | 14,9   |
| 25,3   | 0-14 ans     | 20,9   |

| Hommes | Classe d’âge | Femmes |
| ------ | ------------ | ------ |
| 1,1    | 90 ou +      | 2,6    |
| 9,2    | 75-89 ans    | 11,9   |
| 19,7   | 60-74 ans    | 20,4   |
| 20,7   | 45-59 ans    | 20     |
| 16,5   | 30-44 ans    | 16,2   |
| 15,2   | 15-29 ans    | 13,2   |
| 17,6   | 0-14 ans     | 15,7   |

## Économie

### Secteurs d'activité
Le tableau ci-dessous détaille le nombre d'entreprises implantées à Cormeray selon leur secteur d'activité et le nombre de leurs salariés :
|                                                              | total | % com (% dep) | 0 salarié | 1 à 9 salarié(s) | 10 à 19 salariés | 20 à 49 salariés | 50 salariés ou plus |
| ------------------------------------------------------------ | ----- | ------------- | --------- | ---------------- | ---------------- | ---------------- | ------------------- |
| Ensemble                                                     | 78    | 100,0 (100)   | 63        | 12               | 3                | 0                | 0                   |
| Agriculture, sylviculture et pêche                           | 5     | 6,4 (11,8)    | 3         | 2                | 0                | 0                | 0                   |
| Industrie                                                    | 2     | 2,6 (6,5)     | 2         | 0                | 0                | 0                | 0                   |
| Construction                                                 | 11    | 14,1 (10,3)   | 7         | 3                | 1                | 0                | 0                   |
| Commerce, transports, services divers                        | 50    | 64,1 (57,9)   | 44        | 5                | 1                | 0                | 0                   |
| dont commerce et réparation automobile                       | 15    | 19,2 (17,5)   | 14        | 1                | 0                | 0                | 0                   |
| Administration publique, enseignement, santé, action sociale | 10    | 12,8 (13,5)   | 7         | 2                | 1                | 0                | 0                   |
| Champ : ensemble des activités.                              |       |               |           |                  |                  |                  |                     |

Le secteur du commerce, transports et services divers est prépondérant sur la commune (50 entreprises sur 78)6,4) %, il est plus important qu'au niveau départemental (11,8 %).
Sur les 78 entreprises implantées à Cormeray en 2016, 63 ne font appel à aucun salarié, 12 comptent 1 à 9 salariés et 3 emploient entre 10 et 19 personnes

### Agriculture
En 2010, l'orientation technico-économique de l'agriculture sur la commune est la polyculture et le polyélevage. Le département a perdu près d'un quart de ses exploitations en 10 ans, entre 2000 et 2010 (c'est le département de la région Centre-Val de Loire qui en compte le moins). Cette tendance se retrouve également au niveau de la commune où le nombre d'exploitations est passé de 37 en 1988 à 20 en 2000 puis à 10 en 2010. Parallèlement, la taille de ces exploitations augmente, passant de 23 ha en 1988 à 52 ha en 2010. 
Le tableau ci-dessous présente les principales caractéristiques des exploitations agricoles de Cormeray, observées sur une période de 22 ans : 
|                                      | 1988                 | 2000                 | 2010                 |
| Dimension économique                 | Dimension économique | Dimension économique | Dimension économique |
| ------------------------------------ | -------------------- | -------------------- | -------------------- |
| Nombre d'exploitations (u)           | 37                   | 20                   | 10                   |
| Travail (UTA)                        | 50                   | 23                   | 15                   |
| Surface agricole utilisée (ha)       | 869                  | 609                  | 516                  |
| Cultures                             |                      |                      |                      |
| Terres labourables (ha)              | 737                  | 567                  | 472                  |
| Céréales (ha)                        | 396                  | 269                  | 272                  |
| dont blé tendre (ha)                 | 159                  | 97                   | 133                  |
| dont maïs-grain et maïs-semence (ha) | 92                   | 45                   | s                    |
| Tournesol (ha)                       | 157                  | s                    |                      |
| Colza et navette (ha)                | 28                   | s                    | s                    |
| Élevage                              |                      |                      |                      |
| Cheptel (UGBTA)                      | 93                   | 66                   | 12                   |

#### Produits labellisés
La commune de Cormeray est située dans l'aire de l'appellation d'origine protégée (AOP)  de quatre produits : un fromage (le Selles-sur-cher) et trois vins (le Cheverny, le Cour-cheverny et le crémant-de-loire).
Le territoire de la commune est également intégré aux aires de productions de divers produits bénéficiant d'une indication géographique protégée (IGP) : le vin Val-de-loire et les volailles de l’Orléanais,.

Quelques produits labellisés de Cormeray.
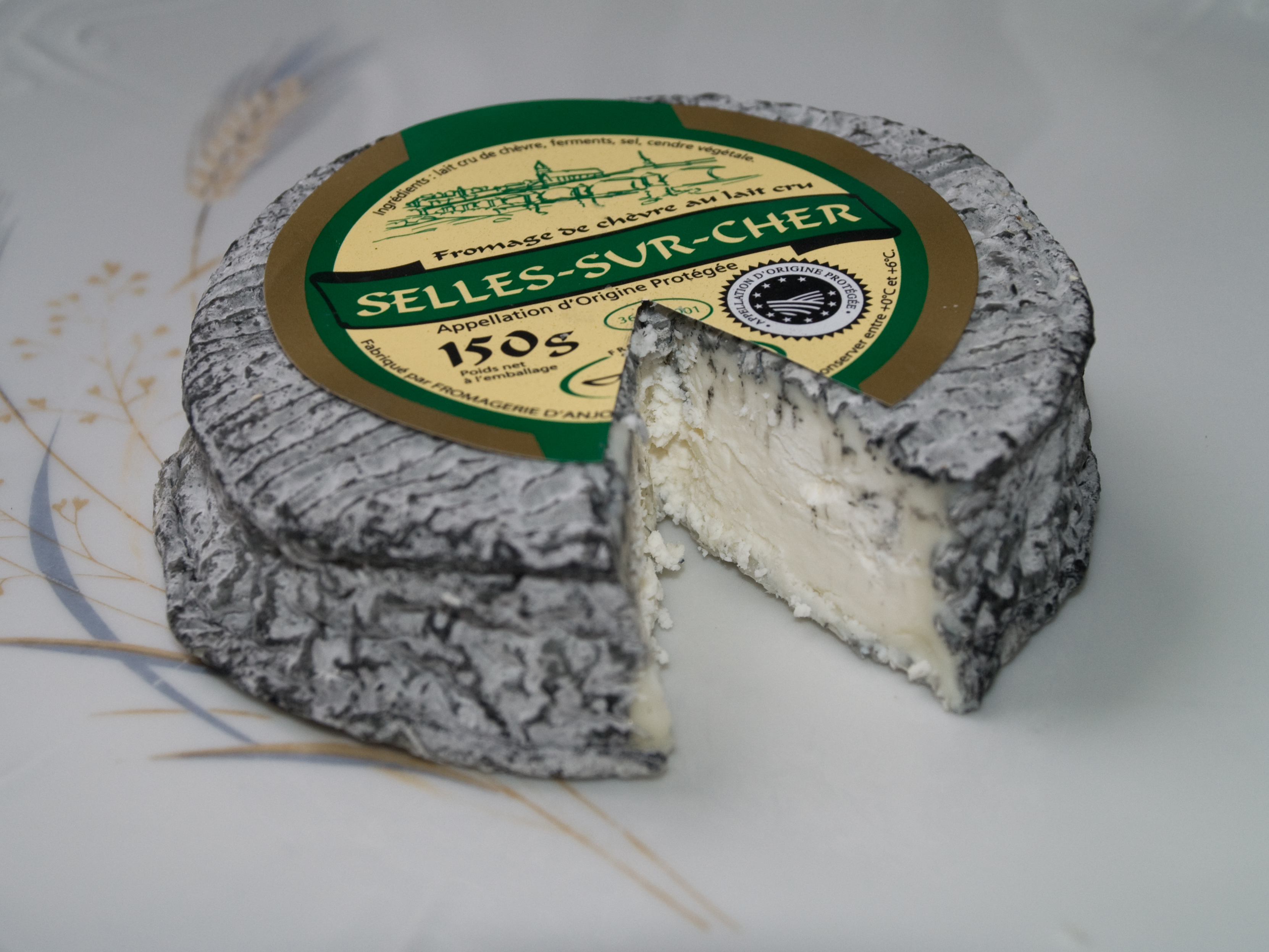
Selles-sur-cher.
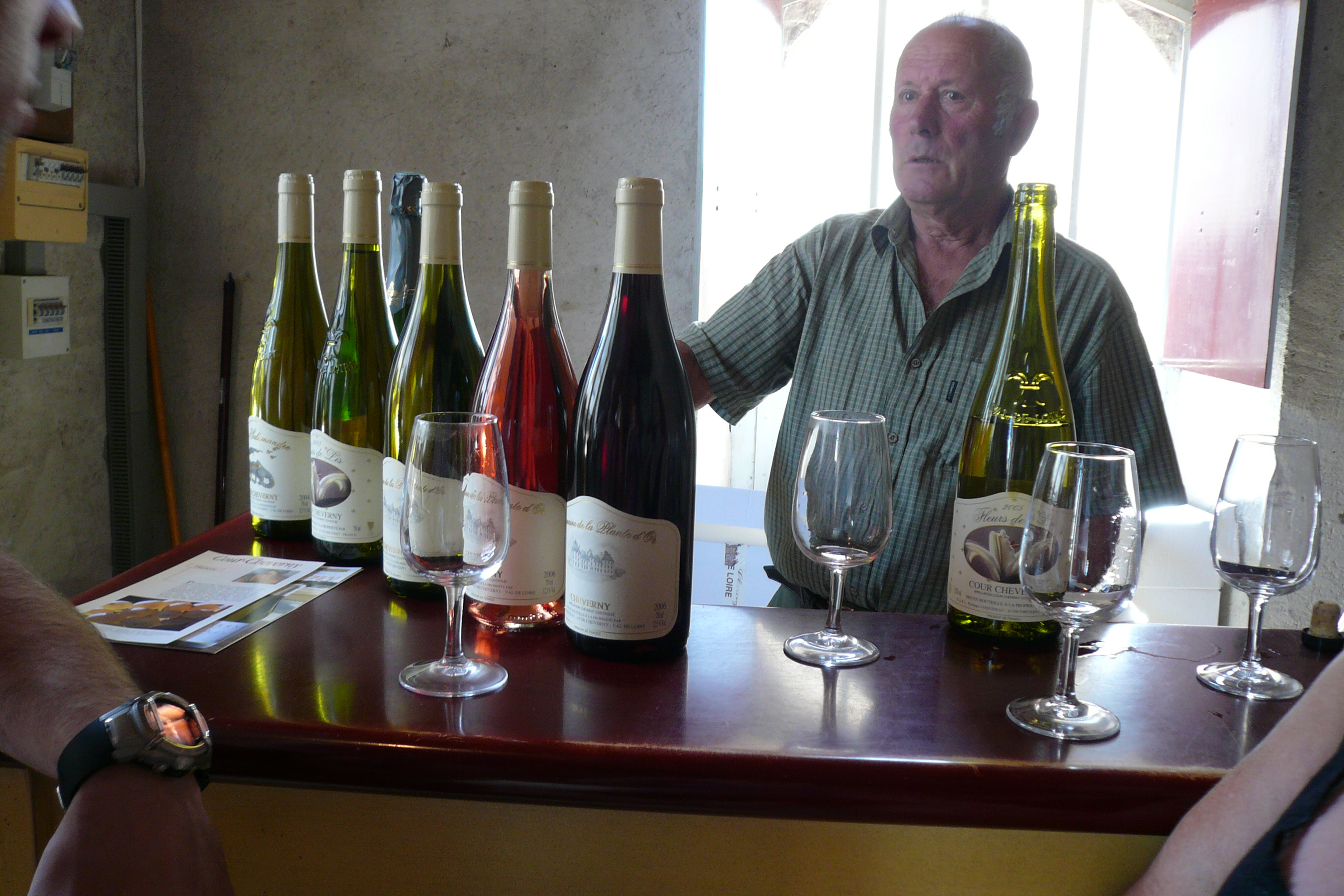
Gamme de vins de Cheverny.

## Culture locale et patrimoine

### Lieux et monuments
- Le château de la Coque à Cormeray 41120.

### Héraldique
|  | Les armoiries de Cormeray se blasonnent ainsi : D'argent au chef échancré d'une pièce de sable ; au cep de vigne du même mouvant de la pointe, pampré de cinq pièces de sinople, 2 et 3, et fruité de deux grappes aussi de sable, celle de dextre plus grosse ; à l'arc bandé couché de sable brochant sur le cep ; à l'épi ajusté tigé et feuillé de quatre pièces d'or, accosté de deux rinceaux arrondis de cormier de sinople dans l'échancrure du chef ; à la filière de sable. Création D. Denichère (1990). |